# Vice caché
Cet article concerne le défaut. Pour le film de Paul Thomas Anderson, voir Vice caché (film).
Un vice caché est un défaut ou une imperfection affectant un objet, découvert après l'achat et que l'acheteur n'aurait pas pu découvrir par un examen superficiel.

## Définition
En droit français, la définition du vice caché, de l'obligation du vendeur et des conséquences, sont codifiées aux articles 1641 à 1649 du Code civil.
Extraits :
- Article 1641 du Code civil

« Le vendeur est tenu de la garantie à raison des défauts cachés de la chose vendue qui la rendent impropre à l'usage auquel on la destine, ou qui diminuent tellement cet usage, que l'acheteur ne l'aurait pas acquise, ou n'en aurait donné qu'un moindre prix, s'il les avait connus. »

- Article 1642 du Code civil

« Le vendeur n'est pas tenu des vices apparents et dont l'acheteur a pu se convaincre lui-même. »

- Article 1643 du Code civil

« Il est tenu des vices cachés, quand même il ne les aurait pas connus, à moins que, dans ce cas, il n'ait stipulé qu'il ne sera obligé à aucune garantie. »

- Article 1644 du Code civil

« Dans le cas des articles 1641 et 1643, l'acheteur a le choix de rendre la chose et de se faire restituer le prix, ou de garder la chose et de se faire rendre une partie du prix, telle qu'elle sera arbitrée par experts. »

- Article 1645 duCcode civil

« Si le vendeur connaissait les vices de la chose, il est tenu, outre la restitution du prix qu'il en a reçu, de tous les dommages et intérêts envers l'acheteur. »

- Article 1646 du Code civil

« Si le vendeur ignorait les vices de la chose, il ne sera tenu qu'à la restitution du prix, et à rembourser à l'acquéreur les frais occasionnés par la vente. »

- Article 1647 du Code civil

« Si la chose qui avait des vices, a péri par suite de sa mauvaise qualité, la perte est pour le vendeur, qui sera tenu envers l'acheteur à la restitution du prix, et aux autres dédommagements expliqués dans les deux articles précédents.
Mais la perte arrivée par cas fortuit sera pour le compte de l'acheteur. »

- Article 1648 du Code civil

« (Loi nº 67-547 du 7 juillet 1967 Journal Officiel du 9 juillet 1967) (Ordonnance nº 2005-136 du 17 février 2005 art. 3 Journal Officiel du 18 février 2005)
L'action résultant des vices rédhibitoires doit être intentée par l'acquéreur dans un délai de deux ans à compter de la découverte du vice.
Dans le cas prévu par l'article 1642-1, l'action doit être introduite, à peine de forclusion, dans l'année qui suit la date à laquelle le vendeur peut être déchargé des vices apparents.
Nota : Ordonnance 2005-136 2005-02-17 art. 5 : Les dispositions de la présente ordonnance s'appliquent aux contrats conclus postérieurement à son entrée en vigueur. »

- Article 1649 du Code civil

« Elle n'a pas lieu dans les ventes faites par autorité de justice. »

## Domaines d’application
Les vice cachés sont des défauts qui ne sont pas découverts par un examen ou des tests de routine, puisqu'ils n'apparaissent qu'après utilisation de l'objet, d'une façon spécifique, après un certain temps, après un changement des conditions environnementales ou dans d'autres circonstances qui permettent de découvrir le défaut.[réf. nécessaire]
Parfois le vice caché ne concerne pas un objet, mais par exemple un terrain. En France la jurisprudence fait depuis 2021 considérer l'inconstructibilité d'un terrain en raison d'une pollution retardant les opérations de construction entreprises par son acquéreur, comme un vice caché (et non un défaut de conformité en l'absence de « clause de pollution » dans l'acte de vente).  
Généralement, il est du devoir du vendeur de réparer le bien, de le rembourser ou de lui trouver un bien de remplacement exempt de défaut ; cela entre en effet dans la garantie implicite de qualité que tout vendeur doit à son acheteur.[réf. nécessaire]
Aux États-Unis, dans le domaine de la construction, un vice caché est défini comme un défaut qui existe au moment de l'acceptation mais qui ne peut être découvert par une inspection raisonnable.

## Exemple
Le bruit élevé d'un appareil électrique est considéré comme un vice caché.